# Odius polarsterni
Odius polarsterni is een vlokreeftensoort uit de familie van de Odiidae. De wetenschappelijke naam van de soort is voor het eerst geldig gepubliceerd in 1995 door Brandt en Vassilenko als Imbrexodius polarsterni.